# Площа Міцкевича (Львів)
Пло́ща Міцке́вича — одна з центральних площ Львова.

## Топографія площі
У плані площа Міцкевича — трикутної форми є південно-східним продовженням проспекту Свободи. На неї також виходять: проспект Шевченка (Академічна), вулиці Театральна, Братів Рогатинців, Валова, М. Вороного, Коперника, а зі сходу долучається площа Галицька.

## Історія площі
За часів середньовіччя Полтва перед сучасною площею Міцкевича розділялась на два рукави і на невеличкому острові, який вони утворювали, з давніх часів була поставлена каплиця Божої Матері. Острівець той називався Марійний.
Згідно з дослідженнями Я. Вітвіцького, на території сучасної площі Міцкевича у період Речі Посполитої знаходився ряд фортифікаційних споруд: вежі різників, бондарів та кушнірів, бастіони Фарський та Зміїний (він же Водяний), відтинок Високої стіни та земляного валу.
Ці укріплення були знесені в кінці XVIII століття австрійською владою, а з початку XIX століття площу почали забудовувати. Цю територію осушили, через річку Полтву, що протікала тут, перекинули два мости у 1840 році. Таким чином сформувалася площа ерцгерцога Фердинада, яка була названа так на честь Фердинанда д'Есте (нім. Ferdinad d'Este), австрійського намісника коронного краю Галичини та Володимирії у 1832—1846 роках. Назву Фердинанд-пляц (площа Фердинанда) територія отримала з 29 червня 1843 року.
У 1848 році, під час революції в Австрійській імперії («Весна Народів»), тут проходили демонстрації львівських студентів. А вже у 1851 році саме тут проходила зустріч городянами австрійського імператора Франца Йосифа I, на честь якого була встановлена арка. У 1856 була здійснена спроба проводити на площі ярмарки.
У 1861 році посеред площі встановлено мармурову фігуру Діви Марії, яку 1859 року виготовив скульптор з Мюнхена Йоганн Непомук Гауттманн на кошти графині Северини Бадені, дружини галицького політика графа Владислава Бадені. Під час впорядкування назв львівських вулиць у 1871 році за площею закріпилася назва Марійської або Маріяцької. Згодом, через будівництво у 1899—1904 роках пам'ятника Адамові Міцкевичу, фігуру було перенесено на початок нинішнього проспекту Свободи. Для фігури Божої Матері, за проєктом Міхала Лужецького, зробили новий п'єдестал у вигляді фонтану, прикрашеного масками дельфінів. У зв'язку з цією подією у львівській пам'яті виник гіркий вислів: «Посунься, Матір Божа, бо Міцкевич іде!».
За радянських часів фігуру Божої Матері зняли, а замість неї облаштували фонтан — чашу на хвостах морських потвор-тритонів, витвір скульпторів Євгена Дзиндри та архітектора Анатолія Консулова. 1997 року цьому місцю повернули первісне призначення, встановивши над фонтаном копію фігури Божої Матері, де вона стоїть донині. 
У 1904 році посеред площі був встановлений пам'ятник Адамові Міцкевичу роботи Антона Попеля. Завдяки пам'ятнику Міцкевичу площа і отримала свою сучасну назву.

## Будинки площі Міцкевича
Архітектурний ансамбль площі становлять 11 будинків, кожен з котрих має свою історію.
На місці будинку № 1/2 у 1793 році знаходився заїжджий двір «Під трьома гаками». Згодом будівлю заїжджого двору знесено і у 1812 році на цьому місці споруджено новий готель «De Russie» з двома в'їзними брамами від площі та великим садом від вул. Хоронщизна, пізніші забудови на цьому місці створили вул. Танської. 1816 року готель купує Жорж Гоффман (1778—1839). В середині XIX століття готель отримує нову назву готель «Жорж» — на честь свого власника. Ресторан, що знаходиться в готелі був надзвичайно популярним, особливо великі прибутки надходили від проведення контрактів (ярмарків). Тут двічі зупинявся Оноре де Бальзак під час подорожі до Евеліни Ганської, Етель Ліліан Войнич, Ференц Ліст, Моріс Равель, перський шах Мозаффар ед-Дін-шах. Тут також містилася штаб-квартира Юзефа Бема та Юзефа Дверницького. У березні 1876 року мандрівна львівська театральна трупа в залі «Фрозін» грала п'єсу Івана Франка «Три князі на один престол», автор був присутнім на прем'єрі, а у 1898 році він відзначав тут 25-ліття своєї творчої діяльності. В готелі знаходилася книгарня Владислава Белзи, К. Лукашевича (1888), редакція «Газети гандльовей і пшемисльовей» (1894), відома в місті друкарня і спілка Войцеха Манецького (1897).

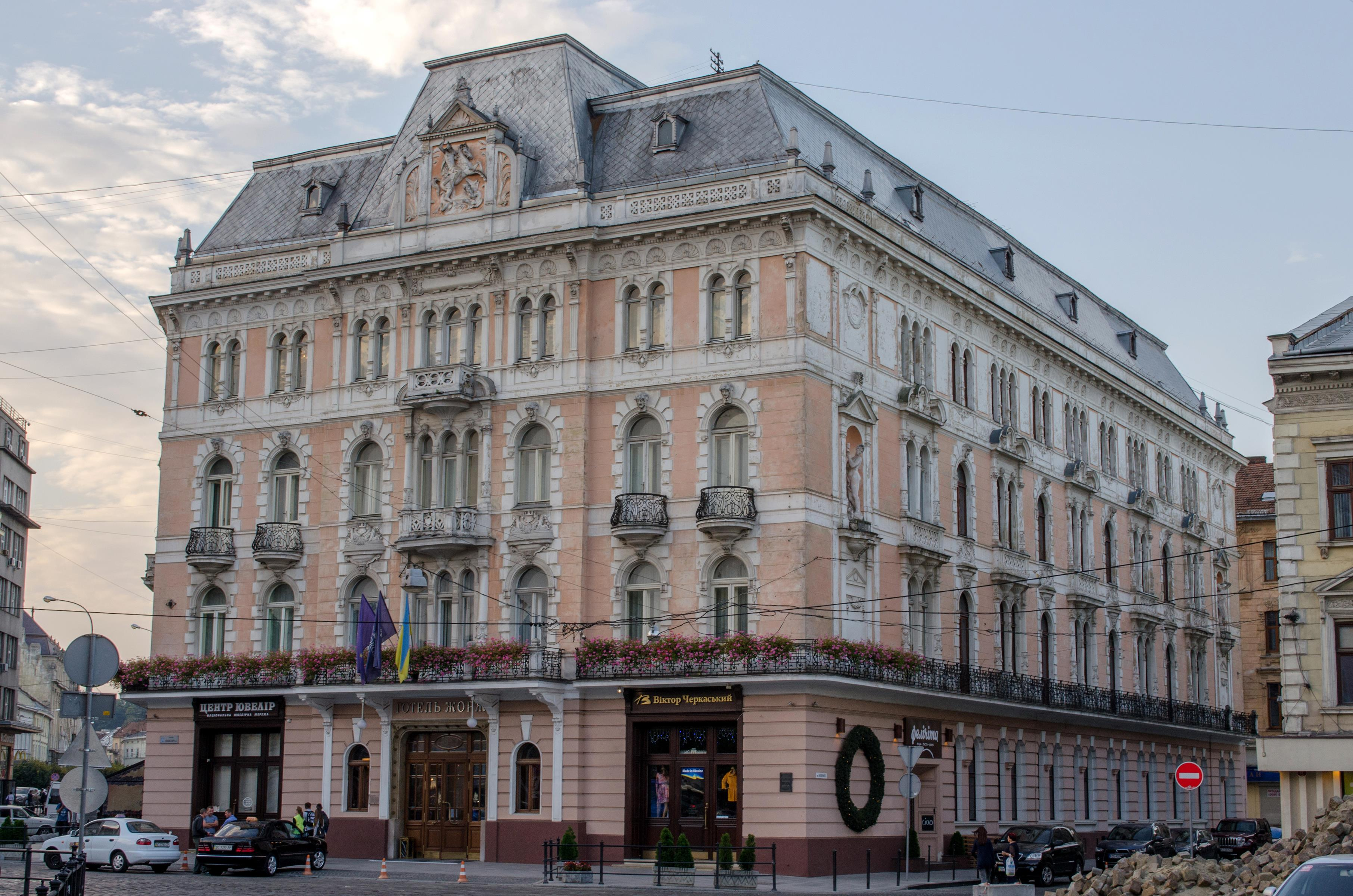
Готель «Жорж» (площа Міцкевича, 1)
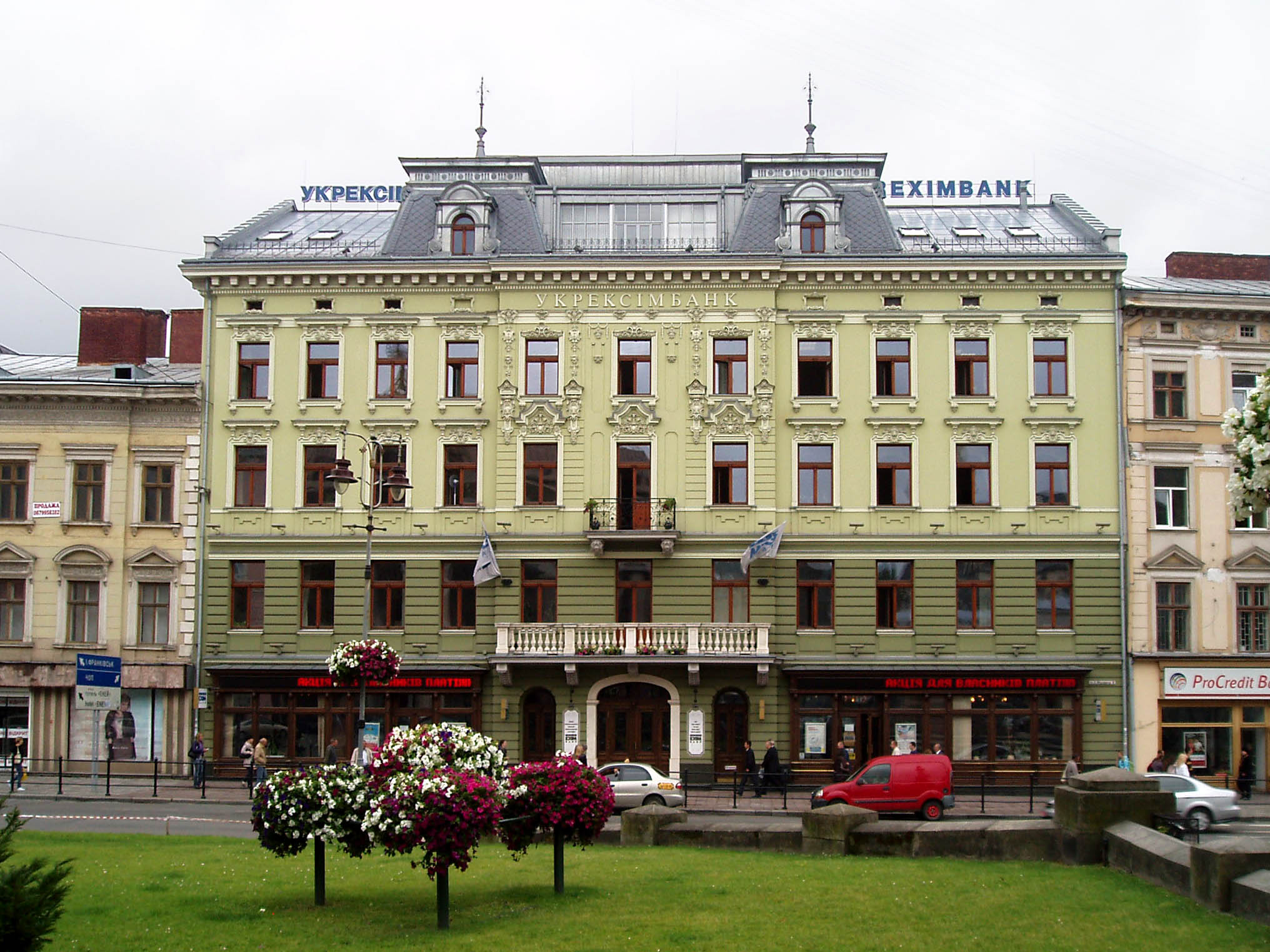
Колишній готель «Європейський» (сучасний вигляд; площа Міцкевича, 4)
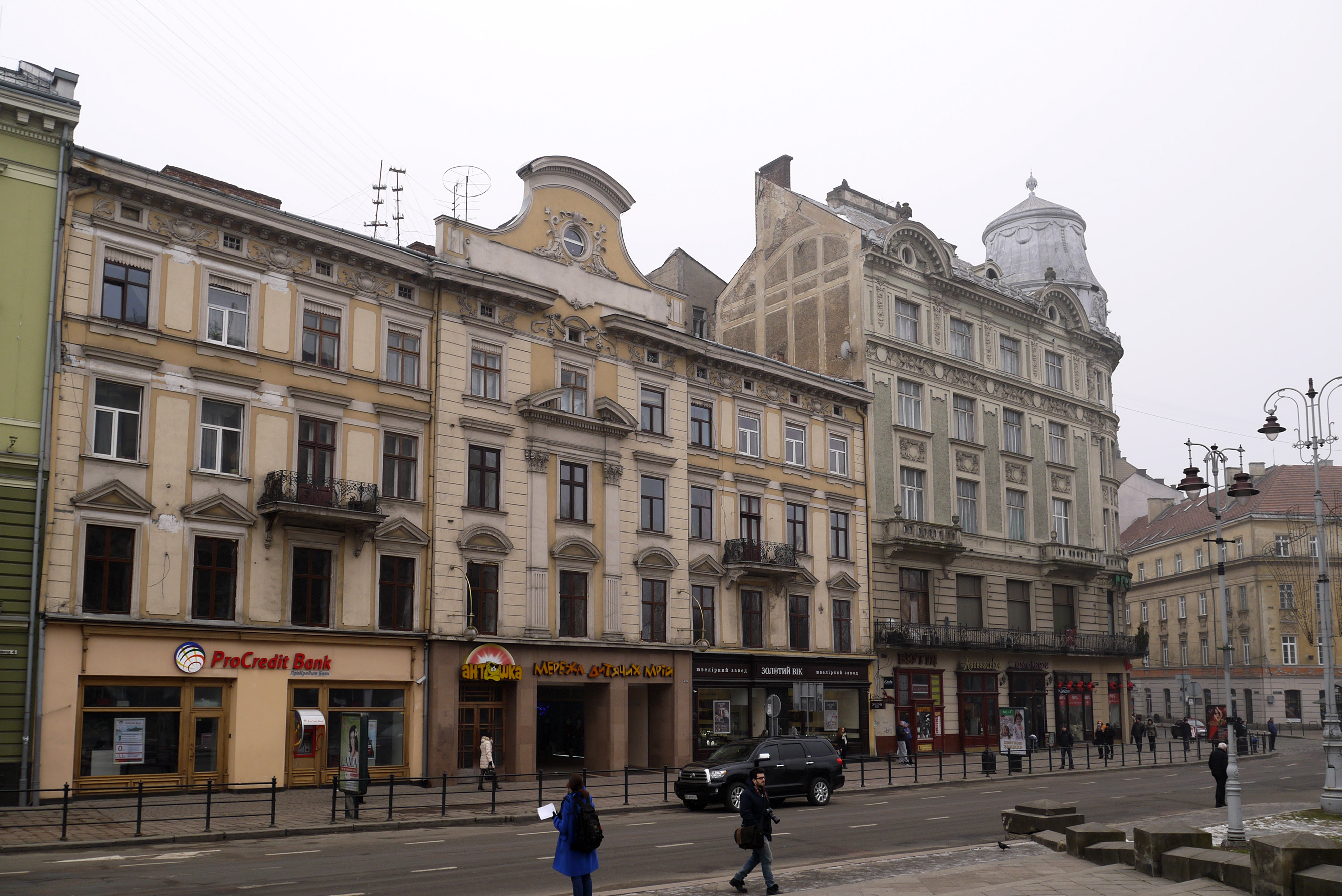
Будинок на місці колишнього пасажу Міколяша (площа Міцкевича, 5)
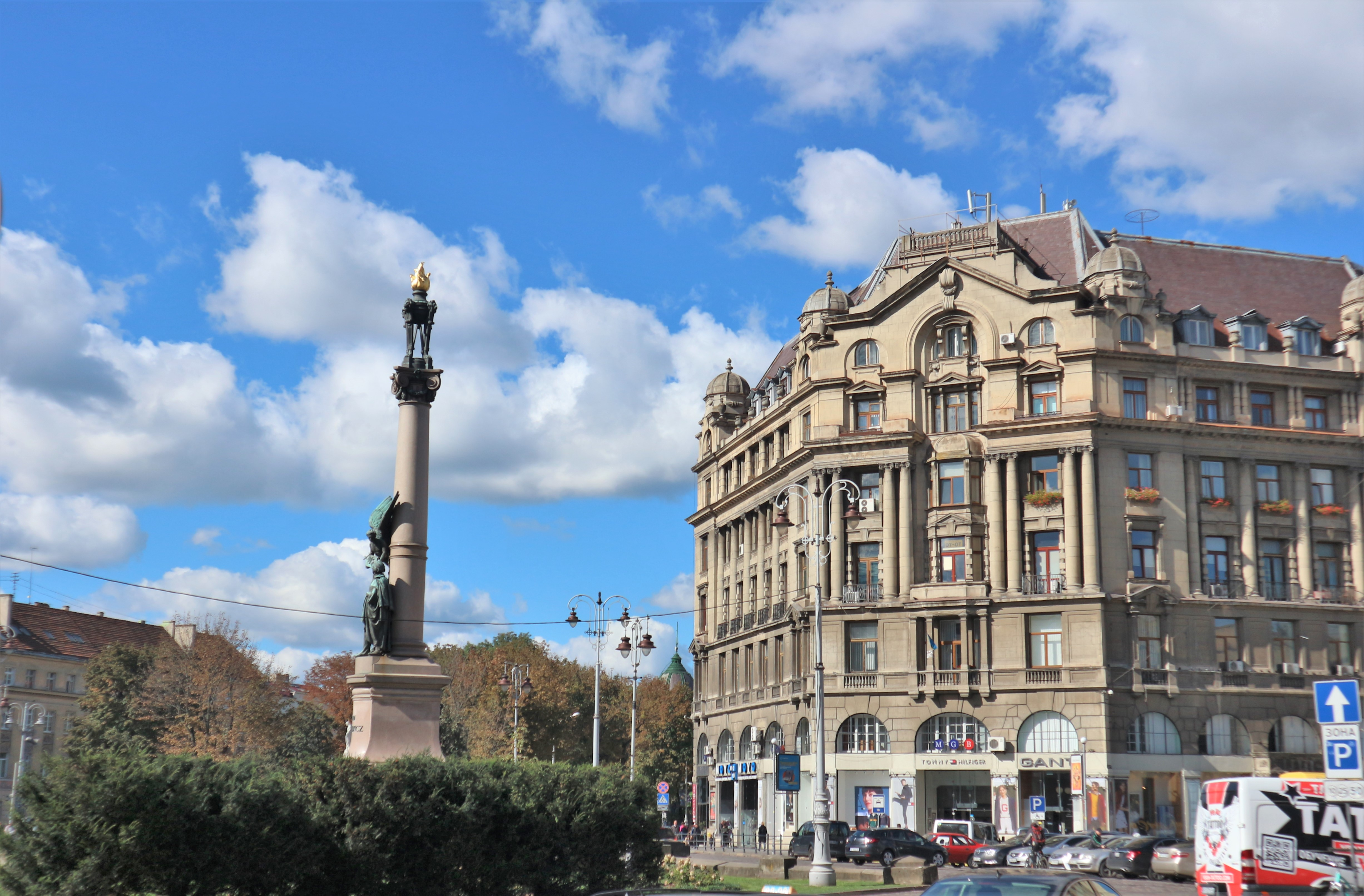
Будинок Шпрехера (площа Міцкевича, 8)

У 1899 році цю будівлю було знесено і, у 1901 році, було споруджено нову будівлю готелю «Жорж» (англ. Hotel George): замовлення виконала відома віденська спілка архітекторів Германа Гельмера і Фердинанда Фельнера (автори проєкту Одеського оперного театру). Австрійські креслення були дещо видозмінені львівськими архітекторами Іваном Левинським та Юліаном Цибульським і 1899 року затверджені магістратом.
Перед першою світовою війною готель «Жорж» перейшов у власність Спілки приватних підприємців, концесія на готель та ресторан належали тріумвірату, який складали Леопольд Пір, Станіслав і Мечислав Боровські та Владислав Ожеховський. Станіслав Боровський був управителем готелю до кінця 1930-х років.
За радянських часів готель мав назву «Інтурист». 1995 року після капітального ремонту та проведення масштабних реставраційних робіт готелю була повернена історична назва — «Жорж».
Будинок № 4 — колишній готель «Європейський» (фр. «Hotel d'Europe»), була перебудована у 1930-і роки (у 50-х — 80-х роках XX століття — готель «Україна»). В цьому готелі зупинялися у 1891 році українські поетеси Олена Пчілка та її дочка Леся Українка, у 1902 році — польська письменниця Марія Конопницька. 2006 року на місці готелю, згідно зі старими фото та гравюрами, було зведено споруду філії державного «Укрексімбанку». Архітектори Олександр Думчев, Тетяна Гнезділова, Лідія Горницька.
Також цікава будівля — колишній пасаж «Марійська галерея» (під час німецької окупації — нім. «Lemberger Kaufhof», з 1964 — магазин «Дитячий світ» (перший подібного типу магазин в СРСР), з 1995 магазин «Роксоляна», згодом перейменований на «Пасаж»). Поблизу цього ж місця за дворами будинків, фасади котрих виходять на площу, до другої світової війни знаходився відомий «Пасаж Міколяша» (тягнувся від нинішньої вулиці Коперника до вулиці Миколи Вороного), у якому були представлені магазини всесвітньо відомих компаній, кінотеатри, кав'ярні, ресторації.
Будинок № 6/7 — п'ятиповерховий, колишній чиншовий будинок Е. та М. Стройновських, споруджений на розі нинішніх площі Міцкевича та вул. Коперника у 1909 році за проєктом архітектора Карла Майредера у стилі пізнього історизму, а неоампір використаний в інтер'єрі колишньої кав'ярні «Де Ля Пе» Ляндеса, що була на другому поверсі будинку. Нині — ресторан та казино клубу «Спліт». На першому поверсі будинку працював кінотеатр зі зміною назв і власників: «Авеню» (1908—1912, 1923—1930), «Дрімленд кіно» (1912—1914), «Втіха» (1914—1915), «Рай» (1930—1943), «Луна» (1943—1945), «Хроніка» (1945—1946), «Кінотеатр імені Лесі Українки» (1946—2000-ні), «Касандра» (2000—ні), кінокафе «Люм'єр». Кінотеатр припинив своє існування у 2007 році. Нині на другому поверсі будинку містяться ресторан та казино клубу «Спліт», а на першому — магазин ювелірних виробів та взуттєвий магазин «Vario», а також комунальна установа «Інститут стратегії культури» та громадська організація «Інститут просвіти». У 2020—2021 роках відбулася реставрація фасаду будинку.
Перший львівський «хмарочос» — будинок № 8, власником якого був найбагатший львівський бізнесмен Йонаш Шпрехер. Його прибуткові будинки завжди виділялися серед львівських споруд своєю неординарністю. Улюбленим, так би мовити «придворним» архітектором Йонаша Шпрехера був Фердинанд (Фейвл) Касслер. Власне Каслеру було доручено у 1911 році спроєктувати та спорудити на площі Міцкевича № 8 будинок, який вражав тоді своєю монументальністю і викликав чимало суперечок. Після розібрання навесні 1912 року старого будинку князя К. Понінського з славнозвісною кав'ярнею «Монополь», влітку цього ж року розпочалися будівельні роботи, які Фердинанд Касслер проводив спільно з архітектором Юліушем Цибульським. У лютому 1913 року міська рада затвердила плани фасаду. На чотири роки війни будівництво було заморожено, і лише в серпні 1918 року Шпрехер поновив клопотання про дозвіл. У голосуванні міської ради, що проходило досить бурхливо, перемогла позитивна пропозиція львівського архітектора Вінцента Равського. Шпрехеру дозволили завершити будівництво за умови часткової зміни даху будівлі, висота фасаду була обмежена 24 метрами. 1921 року будинок був нарешті закінчений. Він налічував шість поверхів і завершувався великим мансардним дахом з башточками. У стилістиці споруди переважають академічні варіації: півколони та пілястри різних габаритів, декоративні проміжні карнизи і сандрики. Водночас типовими для модерністських творів Касслера є параболічні обриси долішніх та верхніх вікон і асиметричний вигин верхнього карнизу. Відгомін сецесії відчутний у рельєфах на пілонах порталу — примхливих драконах і ящірках, виконаних імовірно скульптором Зигмунтом Курчинським у 1913—1914 роках.

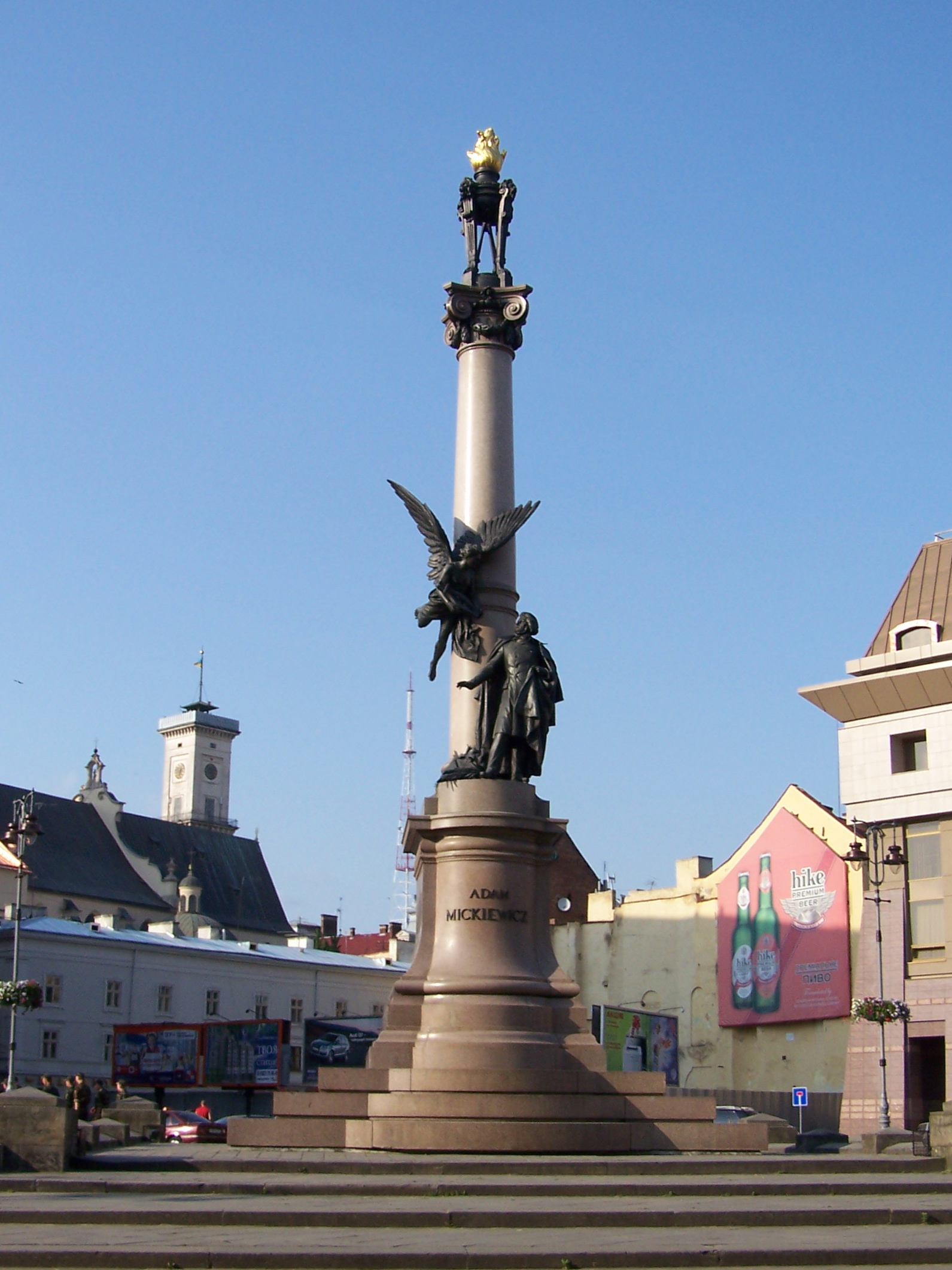
Пам'ятник Адаму Міцкевичу у Львові. На задньому плані — місце розібраного будинку № 10, Латинська катедра та вежа львівської ратуші

Внутрішнє розпланування будинку досить складне і заплутане через його підковоподібну в плані форму. Будівля має два входи з площі Міцкевича. Це перший львівський будинок, обладнаний двома швидкісними електричними ліфтами. На початку 1922 року будинок використовувався як чиншовий (прибутковий), тобто здавався в оренду різним установам. Переважну більшість приміщень зайняли контори французького нафтового концерну (пол. «Malopolska»), а на нижньому поверсі містилися крамниці і аптека Стефана Стенцеля, цікавий інтер'єр якої (у стилі бідермаєр) зберігся донині. У 1930-х роках і до початку війни у будинку містилася французька акціонерна нафтова компанія «Піонер» — лідер тогочасної галицької нафтової індустрії. Сьогодні будинок належить підприємству «Західукргеологія». На першому поверсі розташовані гомеопатична аптека та книжкові магазини. Другий поверх з 2005 року орендує львівська філія ПАТ «Мегабанк». Протягом 2010—2016 років більшість приміщень першого поверху Будинку книги, його орендарем — ТзОВ «Львівкнига» були здані в суборенду приватним підприємцям, де згодом відкрилися магазини одягу та взуття Tommy Hilfiger, Gant, Walker, цифрових рішень MOYO, книжковий супермаркет та магазин дитячої книги.
У 1980-х роках, під час зародження польського руху «Солідарність», на площі Міцкевича біля пам'ятнику поету пройшла антирадянська демонстрація поляків-студентів львівських вишів.
Ще за радянських часів на фасаді цього будинку встановлено меморіальну таблицю з написом: «На цій площі в 1905—1906 роках відбувались політичні мітинги і демонстрації робітників міста з вимогою загального виборчого права».

## Українська доба

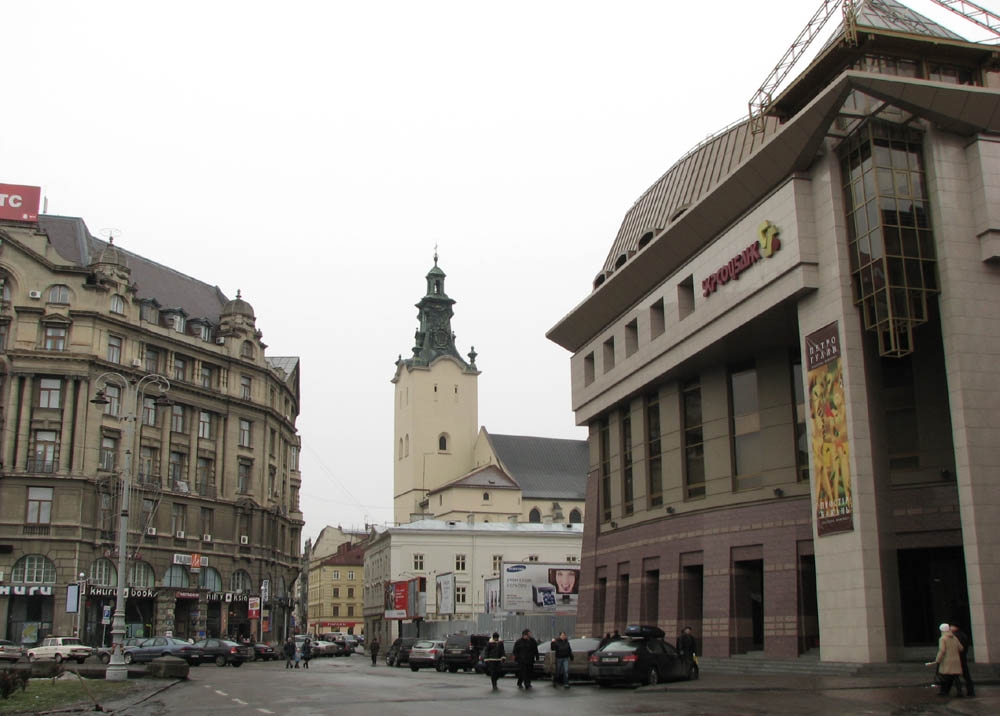
Площа Міцкевича. Справа — будівля «Укрсоцбанку». На фоні Латинської катедри — огорожа навколо згорілого будинку

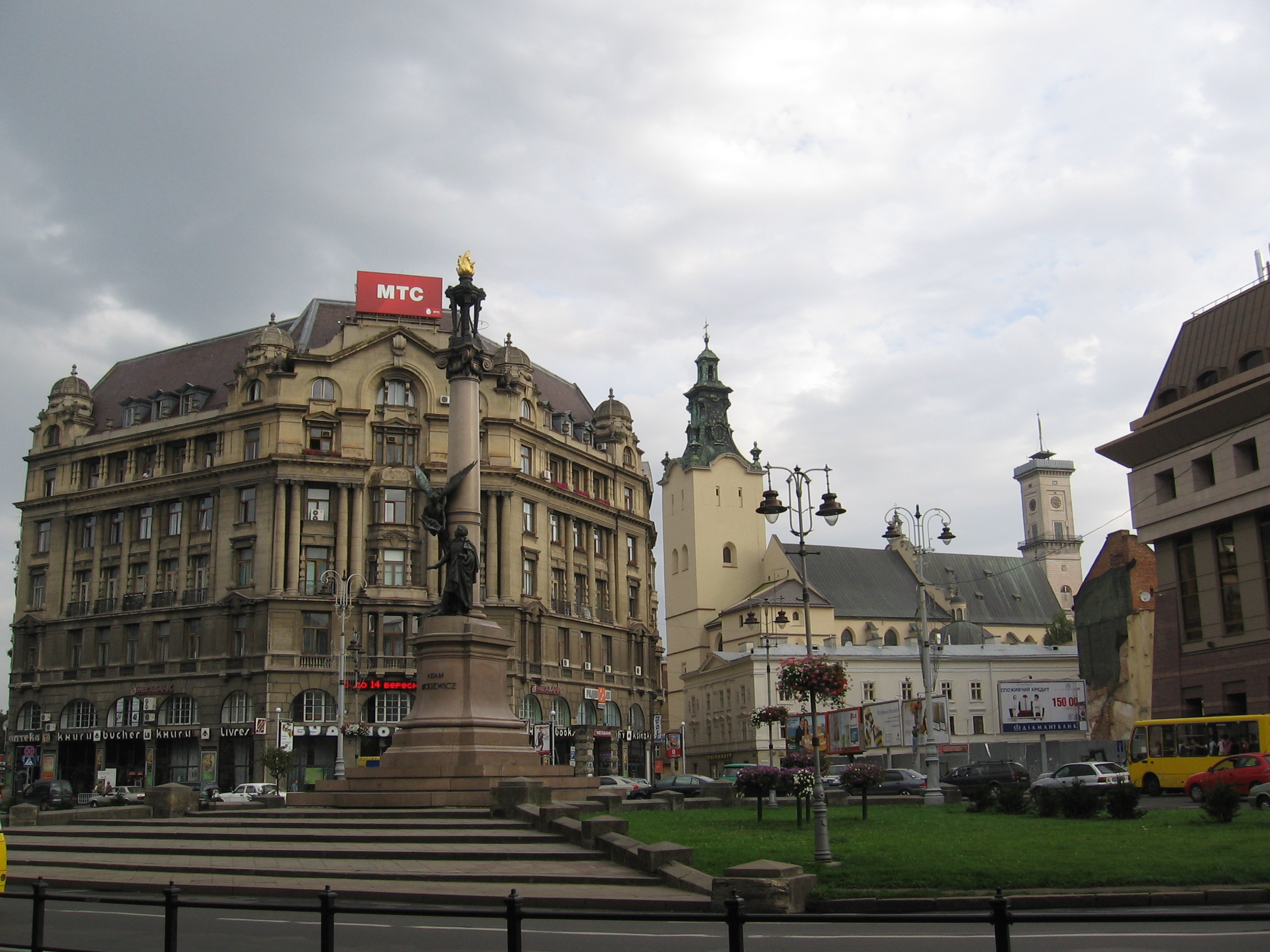
Площа Міцкевича. Ракурс

У 1991 році пожежа знищила будинок під № 10, стався обвал будинку під № 9. 1996 року «Укрсоцбанк», власником якого є зять Леоніда Кучми Віктор Пінчук, придбав у Львівської міської ради ділянку будинку № 10 за 25 000 доларів США для будівництва львівської філії «Укрсоцбанку». Протягом 1996—1998 років тривав двоетапний конкурс із кваліфікаційним відбором претендентів. Переможцем обрано проєкт Олександра Базюка, Ореста Огоновського, Володимира Швеця (колишнього керівника інституту Укрзахідпроектреставрація, на той час головного архітектора Львова), та Василя Князика. Будівництво тривало протягом 1998—2005 років. Споруда банку порушила цілісність архітектурного ансамблю площі немасштабною пост-модерністською стилістикою та продублювала акцент, утворений колоною пам'ятника Адаму Міцкевичу. Немасштабність, дешеві матеріали, які були використані для облицювання споруди, стали об'єктом критики Товариства Шанувальників Львова та реставраторів. У львів'ян побутує популярне прізвисько цієї будівлі —  «унітаз». Нині вже колишня будівля банку виставлена на продаж. 
У 1997 році була проведена реконструкція фонтану і фігура Божої Матері була встановлена в середині фонтану, збудованого у 1904 році за проєктом архітектора Михайла Лужницького. Мармуровий оригінал скульптури роботи І. Гауптмана (1859) зберігається у церкві Святого Андрія, колишньому костьолі монастиря бернардинців. Колодязь з фонтаном знаходився на початку бульвару. Круглий у плані басейн складено з карпатського пісковику, фонтан прикрашено масками дельфінів.
У березні 2007 року через масові звернення громадських організацій та мешканців Львова із проханням відновити історичну назву площі Львівська міська рада ухвалила відповідне рішення. Проте, щоб не створювати проблем зі зміною адрес, нова площа існує без конкретних адрес і будинків. Лише частина проспекту Свободи, де знаходиться фігура Матері Божої, належить до Марійської площі. Її обмежили трамвайною колією на вулиці Дорошенка, площею Міцкевича та проїжджими частинами з обох сторін проспекту Свободи.